# Bay Mark Square
Bay Mark Square (jap. ベイﾏｰｸスクエア) – kompleks rezydencjonalnych budynków w mieście Chiba w Japonii. Składają się na niego dwie 100-metrowe wieże, w całości przeznaczone na mieszkania - City Court Tower (jap. シティコートタワー) i Marina Court Tower (jap. マリーナコートタワー). Budowa zakończyła się w 2000 roku. Kompleks zaprojektowany został przez Fujita Industries, twórcę między innymi 240-metrowych Tokyo Opera City Tower i Sunshine 60 Building w Tokio. Powierzchnia obu wież wynosi po 25 940 m². Obie mają po 31 kondygnacji (30 nadziemnych i 1 podziemną), a ostatnie piętro znajduje się na wysokości 94,8 metra. 